# Brugnens
Brugnens (Brunhens en gascon) est une commune française située dans le nord-est du département du Gers en région Occitanie. Sur le plan historique et culturel, la commune est dans le Fézensaguet, un petit pays gascon, ancienne vicomté se situant entre l'Armagnac et la Lomagne.
Exposée à un climat océanique altéré, elle est drainée par l'Auroue et par divers autres petits cours d'eau.
Brugnens est une commune rurale qui compte 255 habitants en 2022, après avoir connu un pic de population de 565 habitants en 1821. Ses habitants sont appelés les Brugnensois ou  Brugnensoises.

## Géographie

### Localisation
Brugnens est une commune gasconne de Lomagne située sur la RD 654, entre Fleurance et Mauvezin.

### Communes limitrophes
Les communes limitrophes sont  Bajonnette, Cadeilhan, Céran, Fleurance, Goutz, Saint-Léonard et Urdens.
|           | Urdens   | Saint-Léonard          |
| Fleurance | Brugnens | Cadeilhan              |
| Céran     | Goutz    | Bajonnette (sur 100 m) |

### Géologie et relief
Brugnens se situe en zone de sismicité 1 (sismicité très faible).

### Hydrographie
La commune est dans le bassin de la Garonne, au sein du bassin hydrographique Adour-Garonne. Elle est drainée par l'Auroue et par divers petits cours d'eau, qui constituent un réseau hydrographique de 10 km de longueur totale,.
L'Auroue, d'une longueur totale de 62,4 km, prend sa source dans la commune de Crastes et s'écoule vers le nord. Il traverse la commune et se jette dans la Garonne à Saint-Romain-le-Noble, après avoir traversé 26 communes.

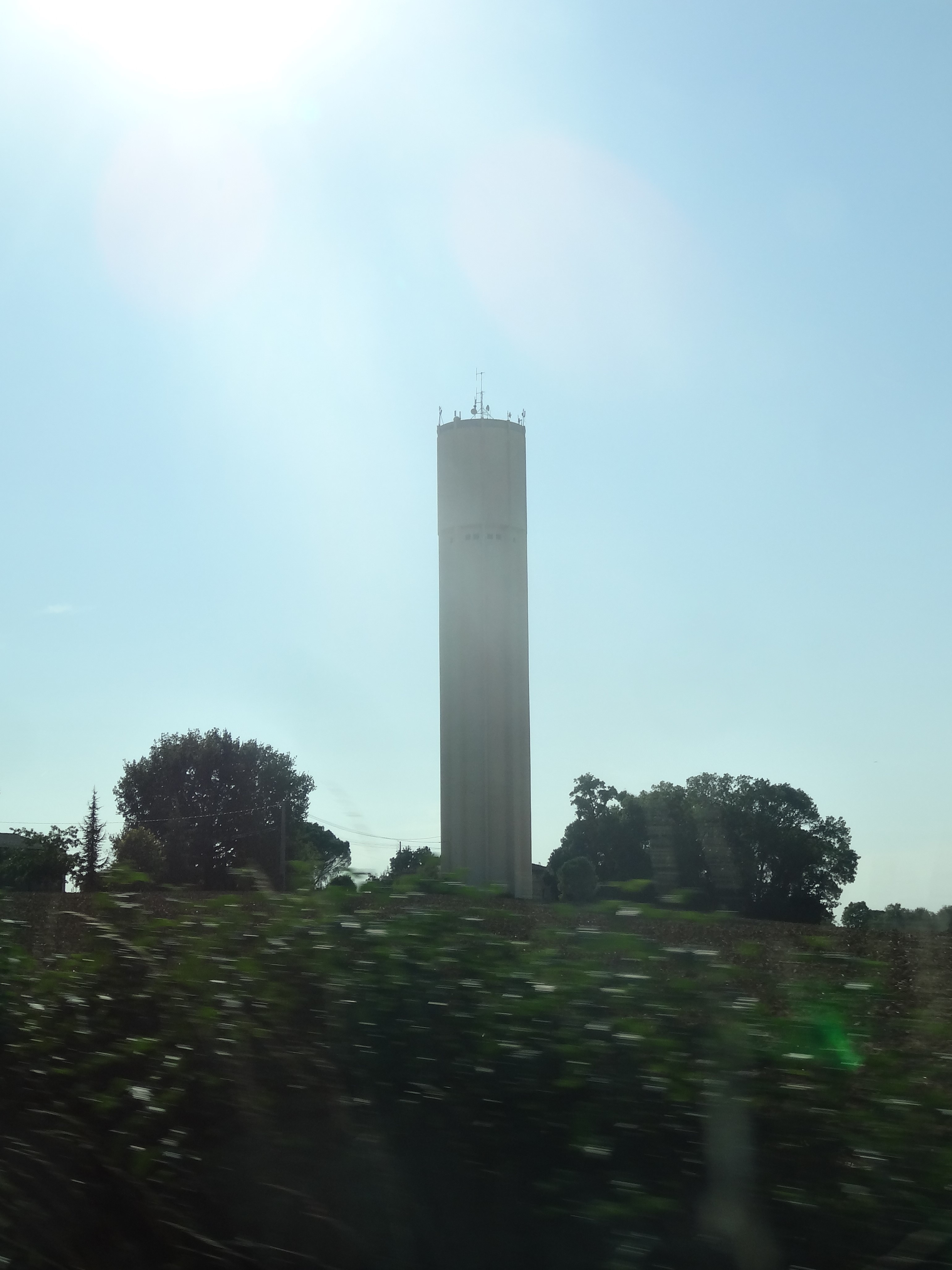
Château d'eau au nord du village.
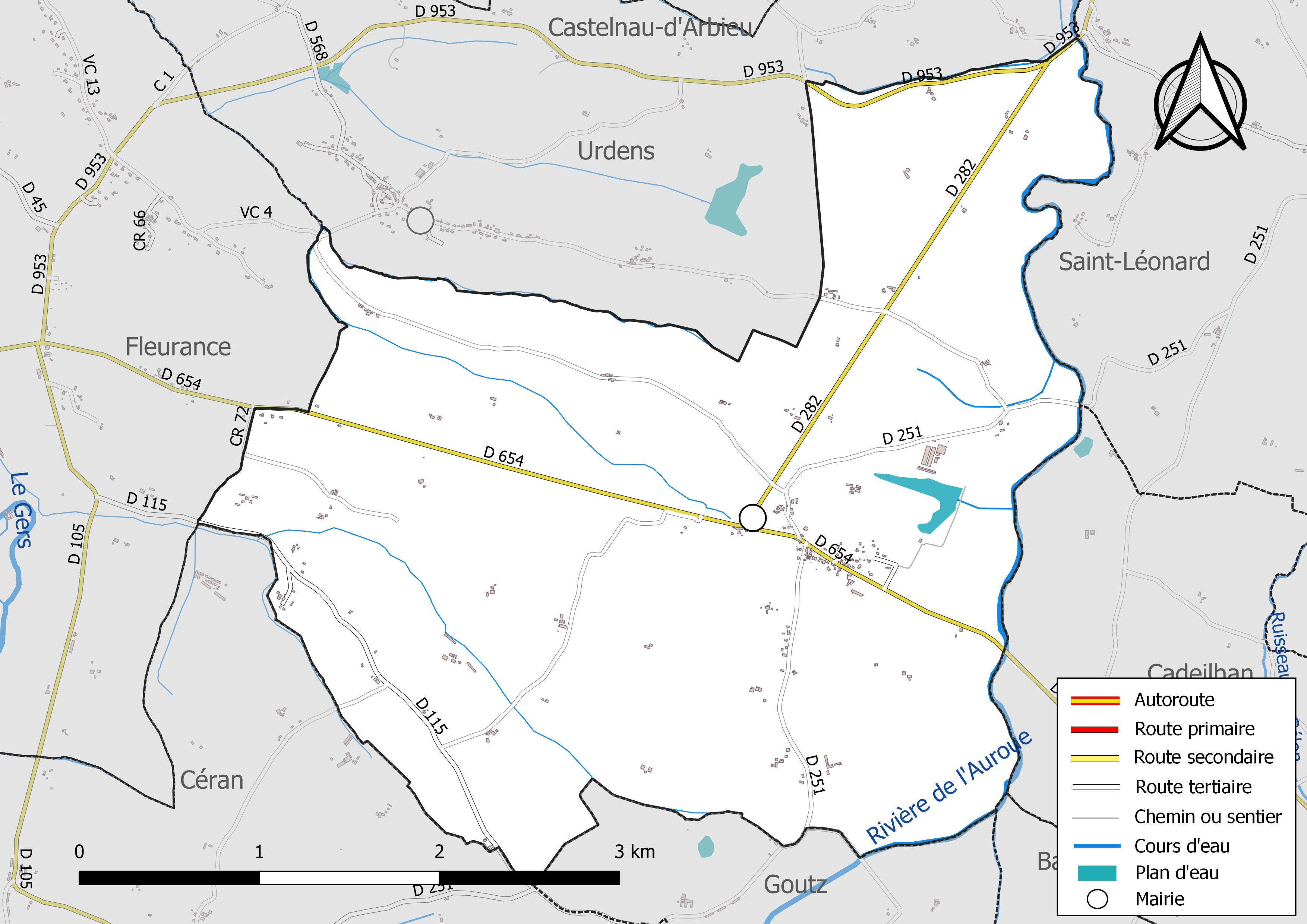
Réseaux hydrographique et routier de Brugnens.

### Climat
Pour des articles plus généraux, voir Climat de l'Occitanie et Climat du Gers.
En 2010, le climat de la commune est de type climat du Bassin du Sud-Ouest, selon une étude s'appuyant sur une série de données couvrant la période 1971-2000. En 2020, Météo-France publie une typologie des climats de la France métropolitaine dans laquelle la commune est exposée à un climat océanique altéré et est dans la région climatique Aquitaine, Gascogne, caractérisée par une pluviométrie abondante au printemps, modérée en automne, un faible ensoleillement au printemps, un été chaud (19,5 °C), des vents faibles, des brouillards fréquents en automne et en hiver et des orages fréquents en été (15 à 20 jours).
Pour la période 1971-2000, la température annuelle moyenne est de 13,1 °C, avec une amplitude thermique annuelle de 15,4 °C. Le cumul annuel moyen de précipitations est de 706 mm, avec 9,7 jours de précipitations en janvier et 5,8 jours en juillet. Pour la période 1991-2020, la température moyenne annuelle observée sur la station météorologique la plus proche, située sur la commune de Mauroux à 10 km à vol d'oiseau, est de 14,0 °C et le cumul annuel moyen de précipitations est de 677,6 mm,. Pour l'avenir, les paramètres climatiques de la commune estimés pour 2050 selon différents scénarios d'émission de gaz à effet de serre sont consultables sur un site dédié publié par Météo-France en novembre 2022.

### Milieux naturels et biodiversité
Aucun espace naturel présentant un intérêt patrimonial n'est recensé sur la commune dans l'inventaire national du patrimoine naturel,,.

## Urbanisme

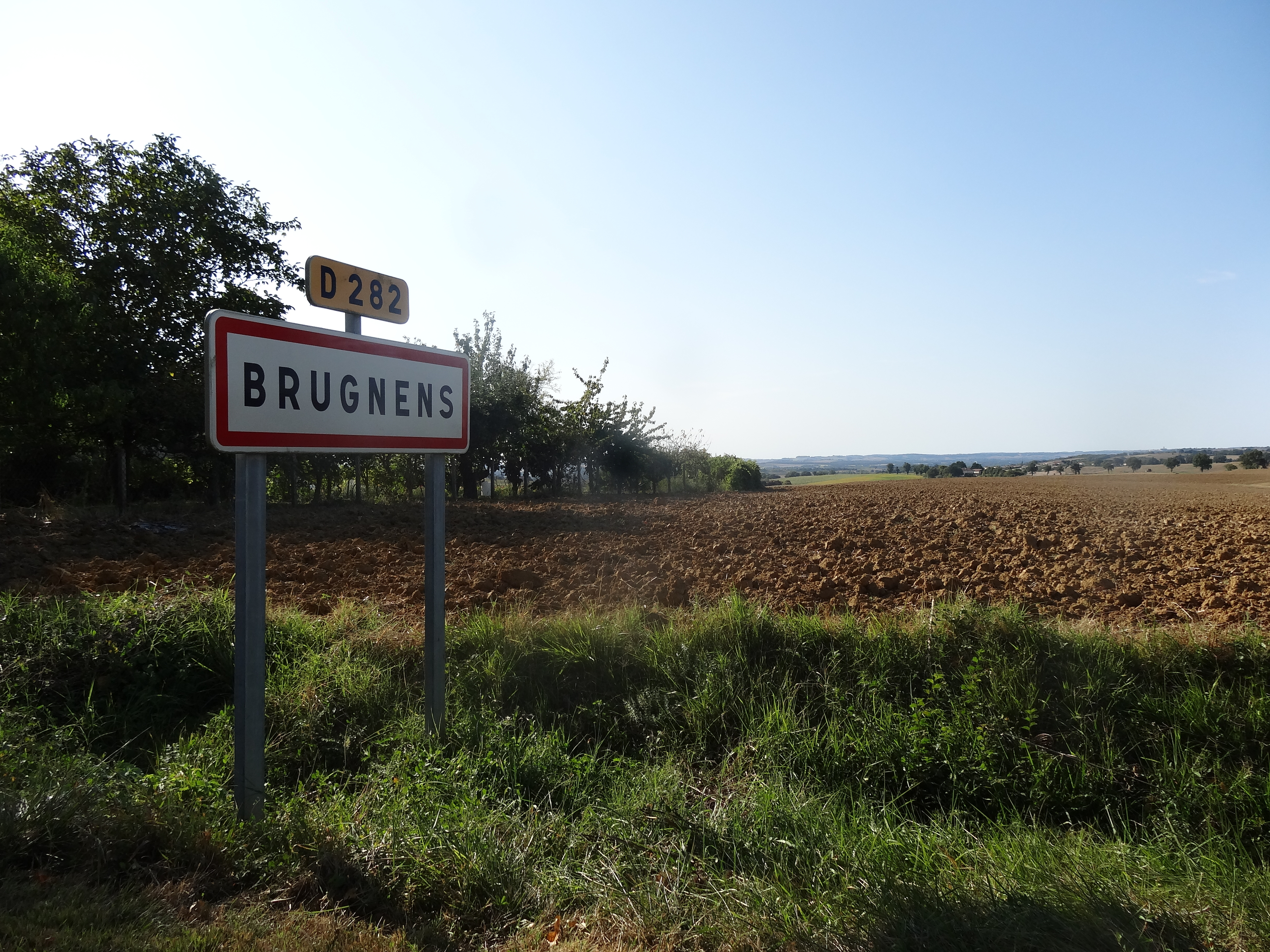
La commune s'inscrit dans un cadre rural.

### Typologie
Au 1er janvier 2024, Brugnens est catégorisée commune rurale à habitat dispersé, selon la nouvelle grille communale de densité à sept niveaux définie par l'Insee en 2022.
Elle est située hors unité urbaine et hors attraction des villes,.

### Occupation des sols
L'occupation des sols de la commune, telle qu'elle ressort de la base de données européenne d’occupation biophysique des sols Corine Land Cover (CLC), est marquée par l'importance des territoires agricoles (100 % en 2018), une proportion identique à celle de 1990 (100 %). La répartition détaillée en 2018 est la suivante : 
terres arables (95,8 %), zones agricoles hétérogènes (4,2 %). L'évolution de l’occupation des sols de la commune et de ses infrastructures peut être observée sur les différentes représentations cartographiques du territoire : la carte de Cassini (XVIIIe siècle), la carte d'état-major (1820-1866) et les cartes ou photos aériennes de l'IGN pour la période actuelle (1950 à aujourd'hui).

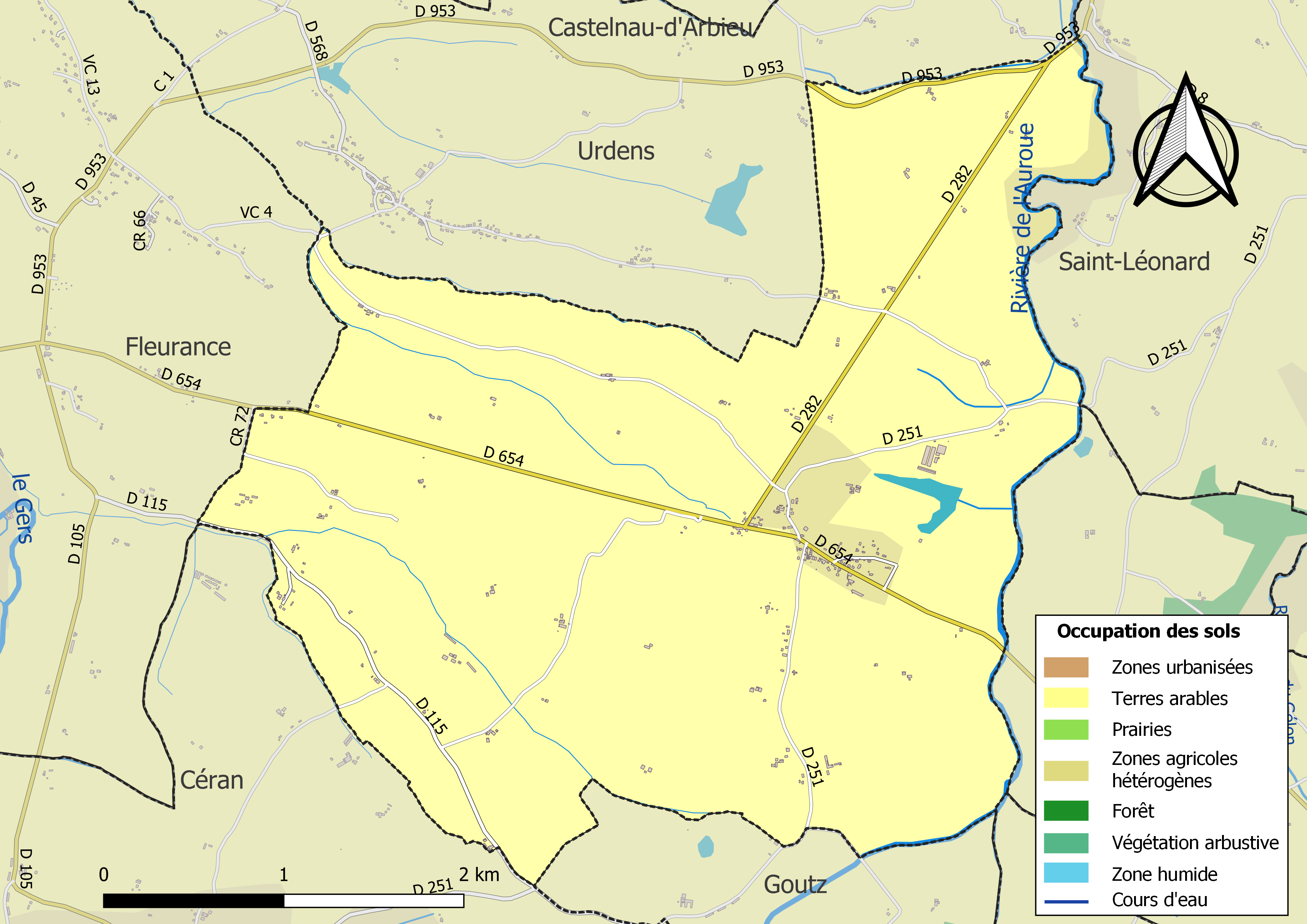
Carte des infrastructures et de l'occupation des sols de la commune en 2018 (CLC).

### Risques majeurs
Le territoire de la commune de Brugnens est vulnérable à différents aléas naturels : météorologiques (tempête, orage, neige, grand froid, canicule ou sécheresse) et séisme (sismicité très faible). Un site publié par le BRGM permet d'évaluer simplement et rapidement les risques d'un bien localisé soit par son adresse soit par le numéro de sa parcelle.

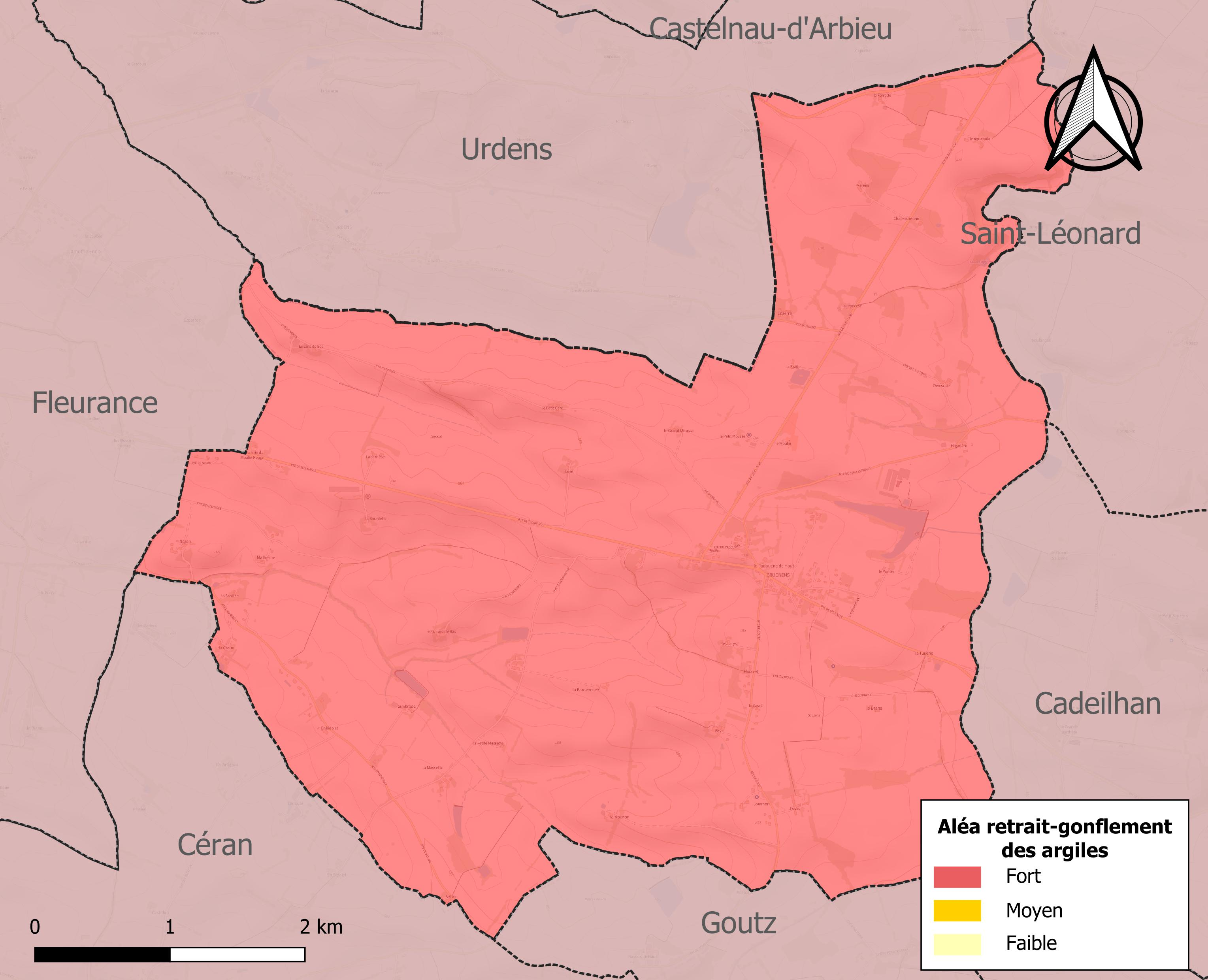
Carte des zones d'aléa retrait-gonflement des sols argileux de Brugnens.

Le retrait-gonflement des sols argileux est susceptible d'engendrer des dommages importants aux bâtiments en cas d’alternance de périodes de sécheresse et de pluie. La totalité de la commune est en aléa moyen ou fort (94,5 % au niveau départemental et 48,5 % au niveau national). Sur les 118 bâtiments dénombrés sur la commune en 2019, 118 sont en aléa moyen ou fort, soit 100 %, à comparer aux 93 % au niveau départemental et 54 % au niveau national. Une cartographie de l'exposition du territoire national au retrait gonflement des sols argileux est disponible sur le site du BRGM,.
Par ailleurs, afin de mieux appréhender le risque d’affaissement de terrain, l'inventaire national des cavités souterraines permet de localiser celles situées sur la commune.
La commune a été reconnue en état de catastrophe naturelle au titre des dommages causés par les inondations et coulées de boue survenues en 1993, 1999 et 2009. Concernant les mouvements de terrains, la commune a été reconnue en état de catastrophe naturelle au titre des dommages causés par la sécheresse en 1989, 1991, 1993, 1998, 2000, 2002 et 2012 et par des mouvements de terrain en 1999.

## Politique et administration

### Liste des maires

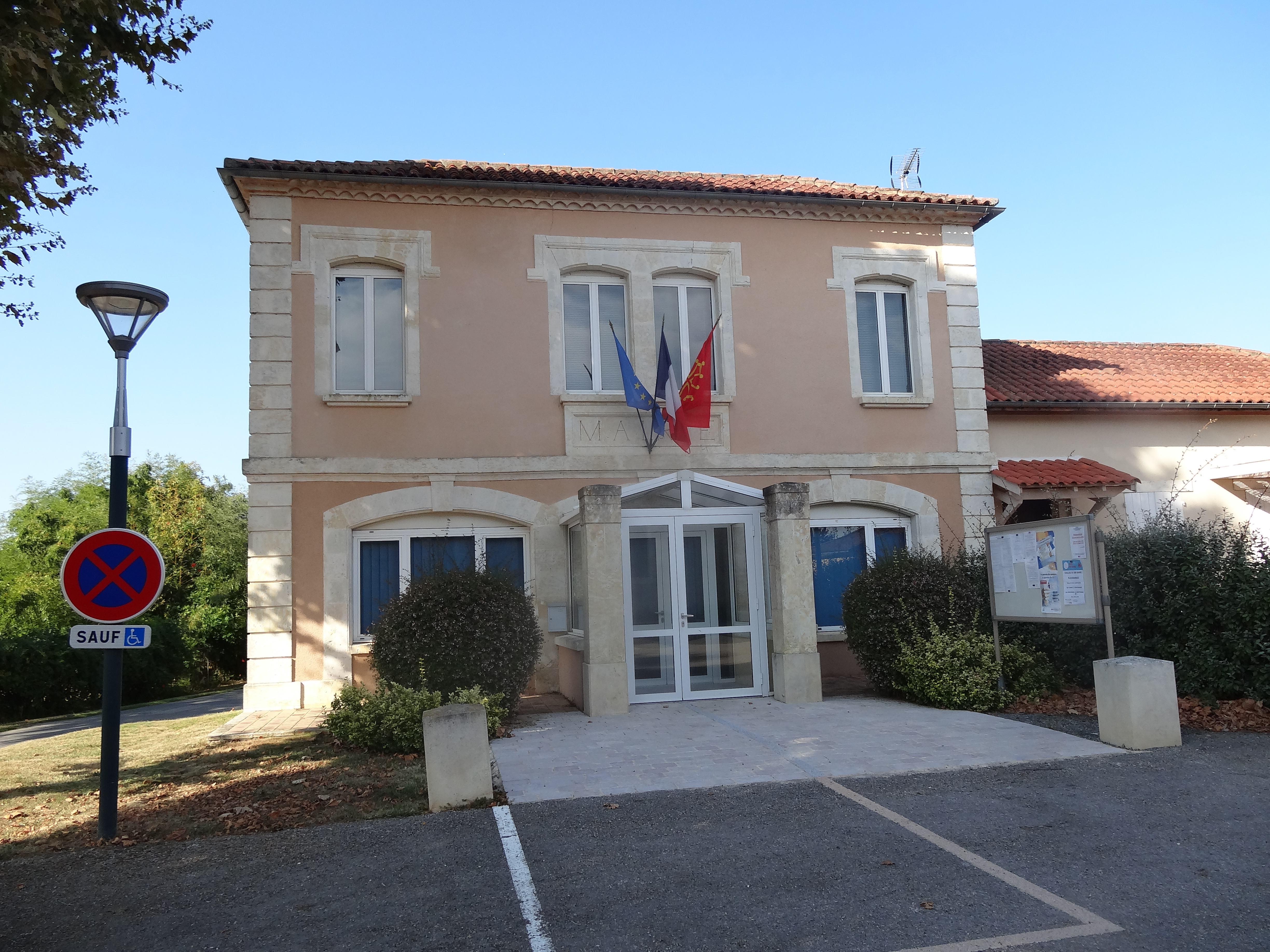
La mairie.

| Période                                  | Période  | Identité              | Étiquette | Qualité                                        |
| ---------------------------------------- | -------- | --------------------- | --------- | ---------------------------------------------- |
| avant 1988                               | ?        | Jacques Noguès        |           |                                                |
| 2001                                     | 2020     | Pierre Combedouzon    | DVD       | Agriculteur retraité Ancien conseiller général |
| 2020                                     | En cours | Jean-Jacques Sangalli |           |                                                |
| Les données manquantes sont à compléter. |          |                       |           |                                                |

## Population et société

### Démographie
L'évolution du nombre d'habitants est connue à travers les recensements de la population effectués dans la commune depuis 1793. Pour les communes de moins de 10 000 habitants, une enquête de recensement portant sur toute la population est réalisée tous les cinq ans, les populations de référence des années intermédiaires étant quant à elles estimées par interpolation ou extrapolation. Pour la commune, le premier recensement exhaustif entrant dans le cadre du nouveau dispositif a été réalisé en 2006.

En 2022, la commune comptait 255 habitants, en évolution de −1,16 % par rapport à 2016 (Gers : +1,04 %, France hors Mayotte : +2,11 %).
| 1793 | 1800 | 1806 | 1821 | 1831 | 1841 | 1846 | 1851 | 1856 |
| ---- | ---- | ---- | ---- | ---- | ---- | ---- | ---- | ---- |
| 352  | 316  | 425  | 565  | 529  | 541  | 508  | 535  | 539  |

| 1861 | 1866 | 1872 | 1876 | 1881 | 1886 | 1891 | 1896 | 1901 |
| ---- | ---- | ---- | ---- | ---- | ---- | ---- | ---- | ---- |
| 514  | 480  | 497  | 470  | 471  | 438  | 382  | 381  | 403  |

| 1906 | 1911 | 1921 | 1926 | 1931 | 1936 | 1946 | 1954 | 1962 |
| ---- | ---- | ---- | ---- | ---- | ---- | ---- | ---- | ---- |
| 407  | 325  | 301  | 292  | 291  | 302  | 300  | 269  | 273  |

| 1968 | 1975 | 1982 | 1990 | 1999 | 2006 | 2011 | 2016 | 2021 |
| ---- | ---- | ---- | ---- | ---- | ---- | ---- | ---- | ---- |
| 251  | 221  | 231  | 244  | 250  | 256  | 248  | 258  | 254  |

| 2022 | - | - | - | - | - | - | - | - |
| ---- | - | - | - | - | - | - | - | - |
| 255  | - | - | - | - | - | - | - | - |

### Manifestations culturelles et festivités

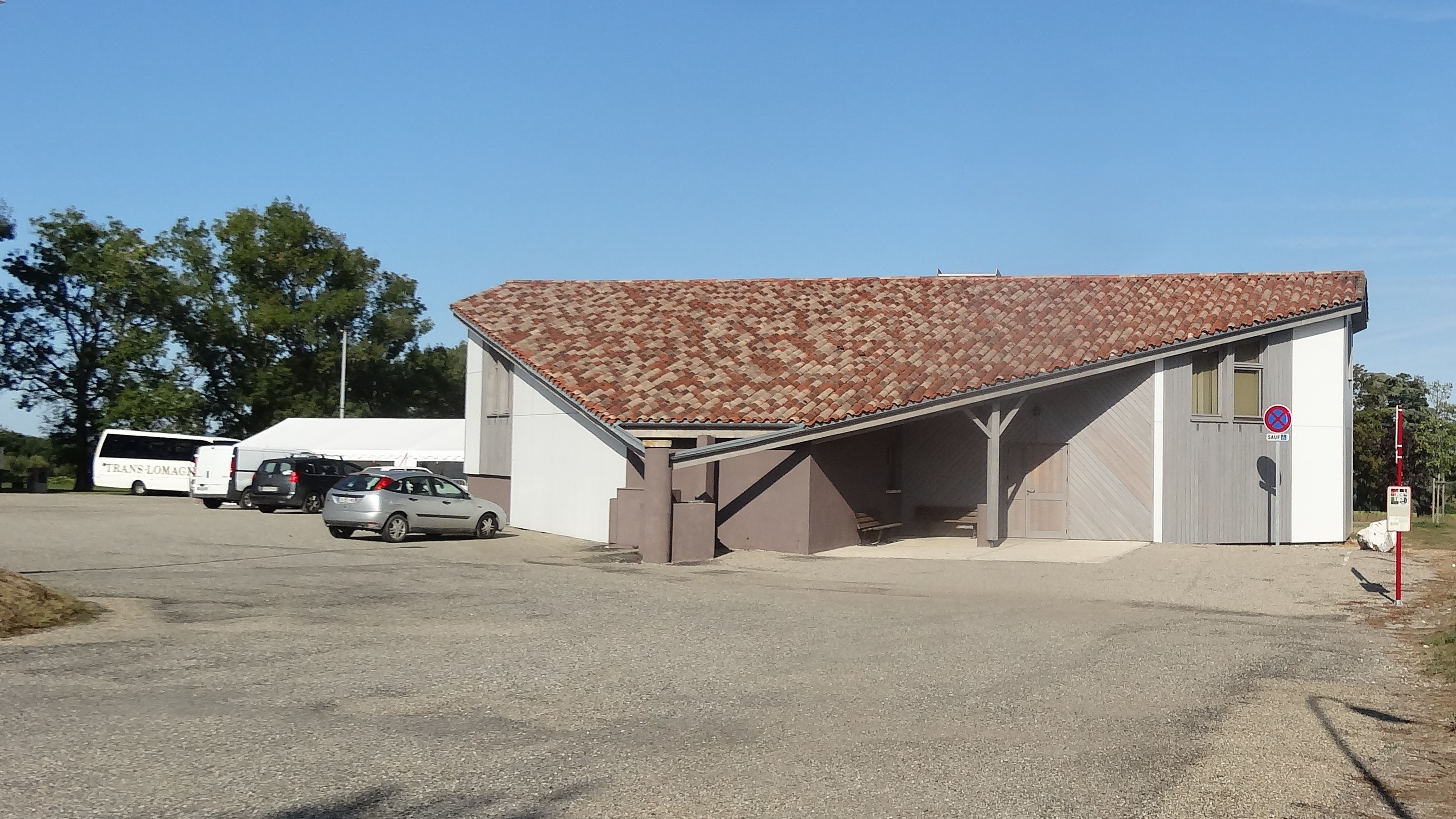
La salle des fêtes.

- Fête communale : troisième dimanche de mai[25] ;
- Fête patronale : 1er dimanche de février[25].

## Économie

### Revenus
En 2018  (données Insee publiées en septembre 2021), la commune compte 103 ménages fiscaux, regroupant 240 personnes. La médiane du revenu disponible par unité de consommation est de 20 170 € (20 820 € dans le département).

### Emploi
|                | 2008  | 2013  | 2018  |
| -------------- | ----- | ----- | ----- |
| Commune        | 5,9 % | 5,8 % | 6,1 % |
| Département    | 6,1 % | 7,5 % | 8,2 % |
| France entière | 8,3 % | 10 %  | 10 %  |

En 2018, la population âgée de 15 à 64 ans s'élève à 149 personnes, parmi lesquelles on compte 73,6 % d'actifs (67,6 % ayant un emploi et 6,1 % de chômeurs) et 26,4 % d'inactifs,. Depuis 2008, le taux de chômage communal (au sens du recensement) des 15-64 ans est inférieur à celui de la France et du département.
La commune est hors attraction des villes,. Elle compte 77 emplois en 2018, contre 80 en 2013 et 86 en 2008. Le nombre d'actifs ayant un emploi résidant dans la commune est de 103, soit un indicateur de concentration d'emploi de 75 % et un taux d'activité parmi les 15 ans ou plus de 49,9 %.
Sur ces 103 actifs de 15 ans ou plus ayant un emploi, 26 travaillent dans la commune, soit 25 % des habitants. Pour se rendre au travail, 82,1 % des habitants utilisent un véhicule personnel ou de fonction à quatre roues, 1,7 % les transports en commun, 5,5 % s'y rendent en deux-roues, à vélo ou à pied et 10,7 % n'ont pas besoin de transport (travail au domicile).

### Activités hors agriculture
16 établissements sont implantés  à Brugnens au 31 décembre 2019.
Le secteur du commerce de gros et de détail, des transports, de l'hébergement et de la restauration est prépondérant sur la commune puisqu'il représente 25 % du nombre total d'établissements de la commune (4 sur les 16 entreprises implantées  à Brugnens), contre 27,7 % au niveau départemental.

### Agriculture
La commune est dans le « Haut-Armagnac », une petite région agricole occupant le centre du département du Gers. En 2020, l'orientation technico-économique de l'agriculture  sur la commune est l'élevage de volailles.
|               | 1988  | 2000  | 2010  | 2020  |
| ------------- | ----- | ----- | ----- | ----- |
| Exploitations | 35    | 22    | 15    | 13    |
| SAU (ha)      | 1 591 | 1 244 | 1 174 | 1 164 |

Le nombre d'exploitations agricoles en activité et ayant leur siège dans la commune est passé de 35 lors du recensement agricole de 1988  à 22 en 2000 puis à 15 en 2010 et enfin à 13 en 2020, soit une baisse de 63 % en 32 ans. Le même mouvement est observé à l'échelle du département qui a perdu pendant cette période 51 % de ses exploitations,. La surface agricole utilisée sur la commune a également diminué, passant de 1 591 ha en 1988 à 1 164 ha en 2020. Parallèlement la surface agricole utilisée moyenne par exploitation a augmenté, passant de 45 à 90 ha.

## Culture locale et patrimoine

### Lieux et monuments
- Église Saint-Blaise.

L'église Saint-Blaise
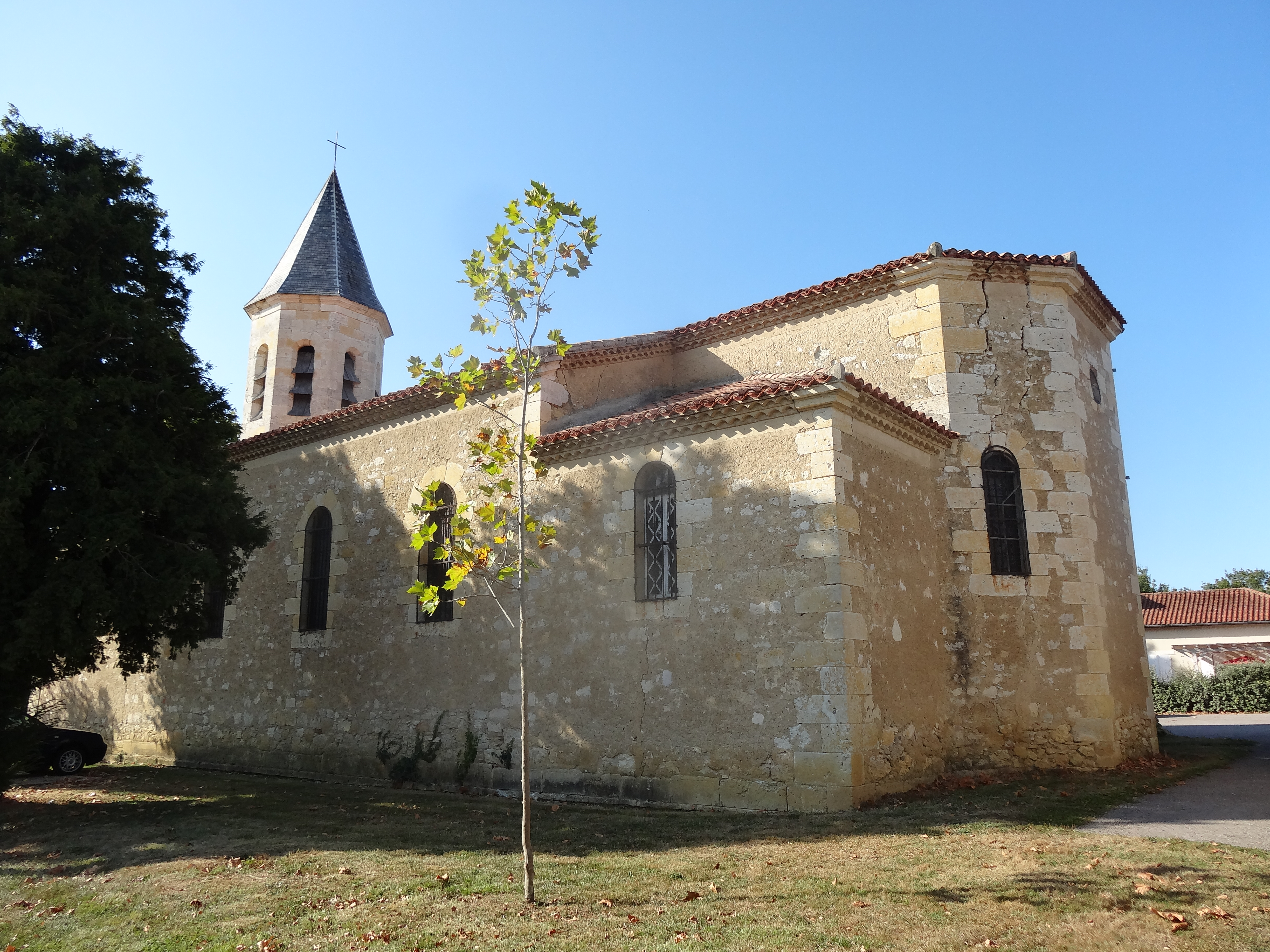
L'église.
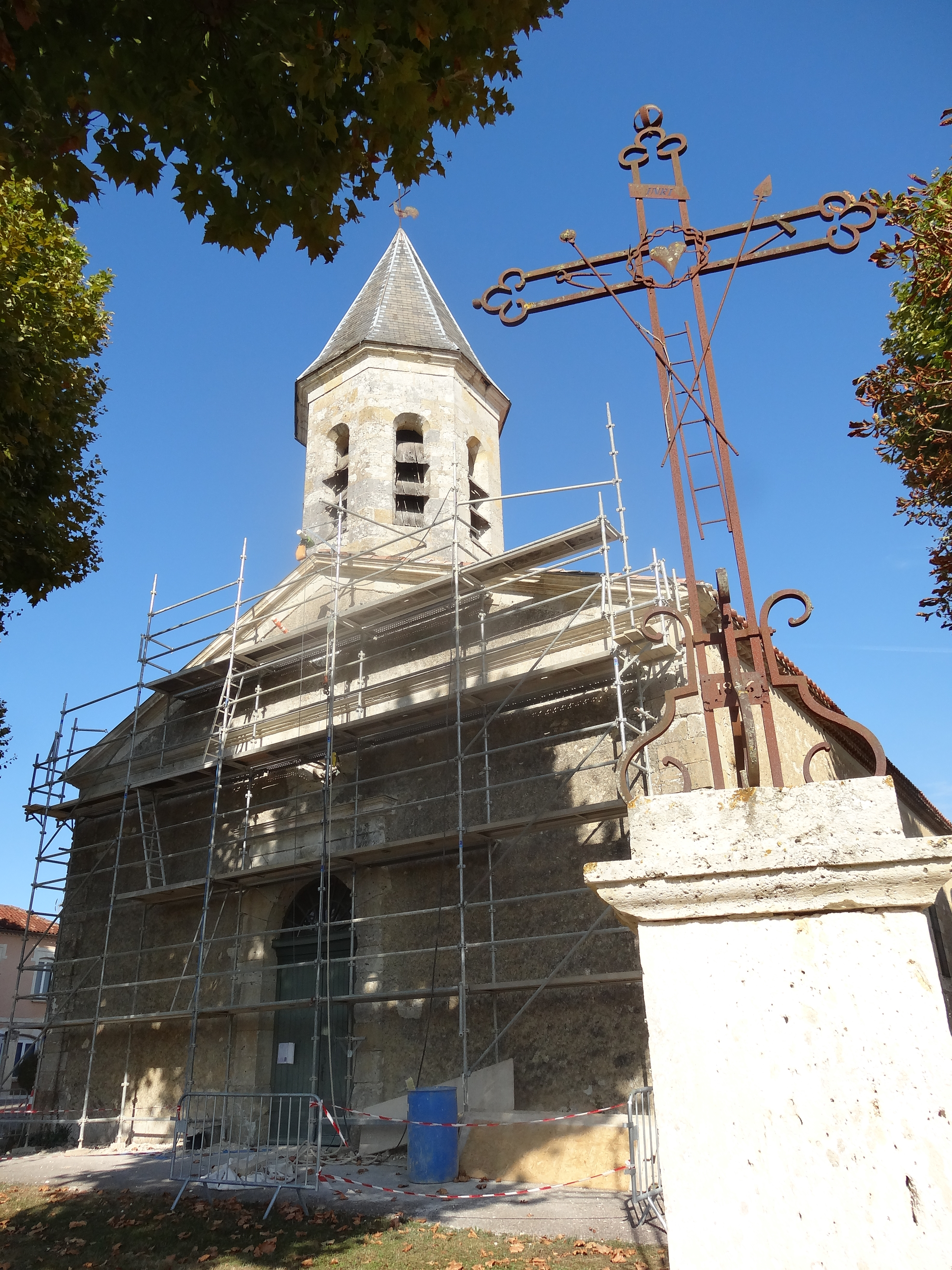
Restauration en cours et croix au premier-plan.

Autres lieux et monuments
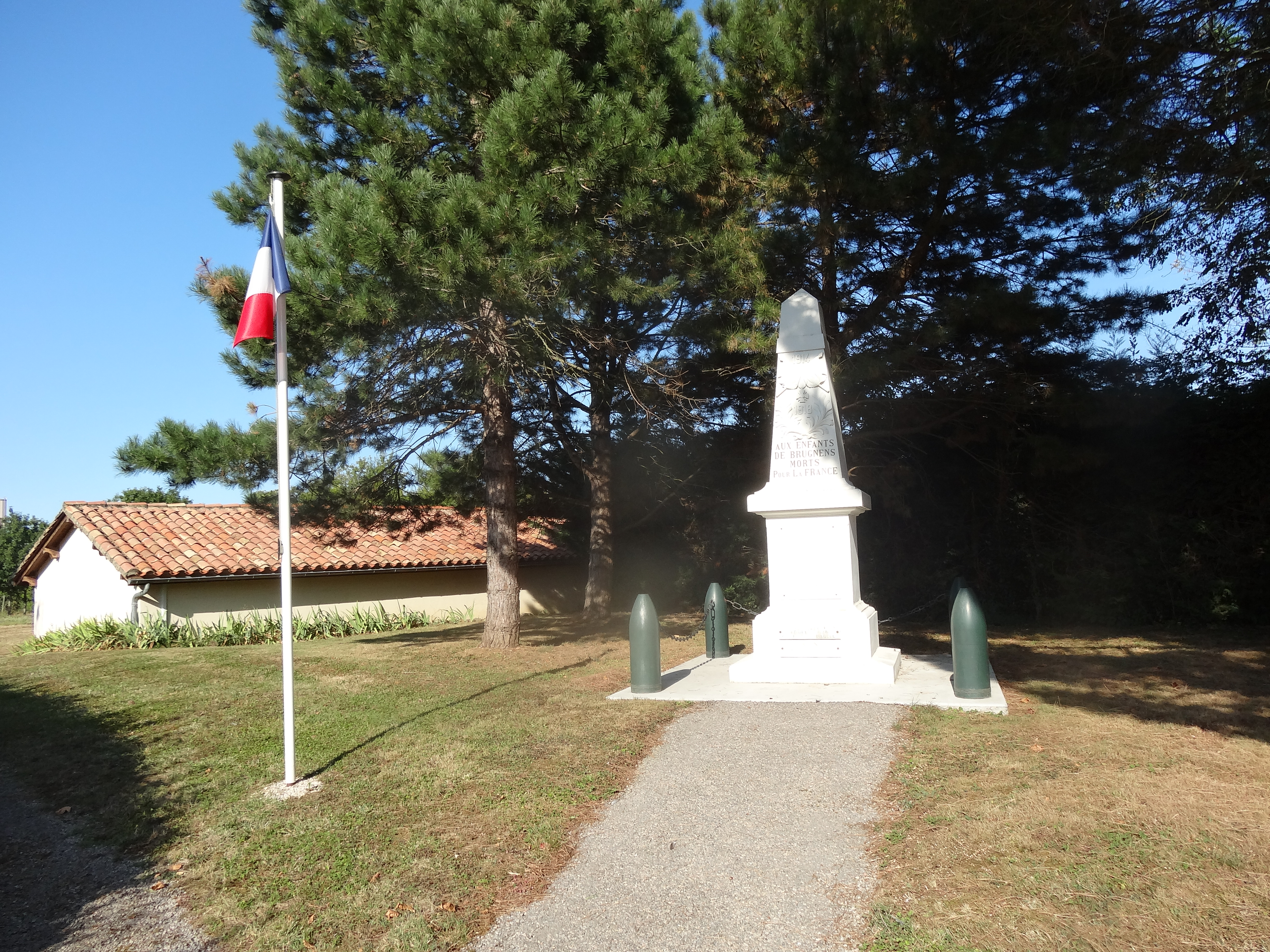
Le monument aux morts.
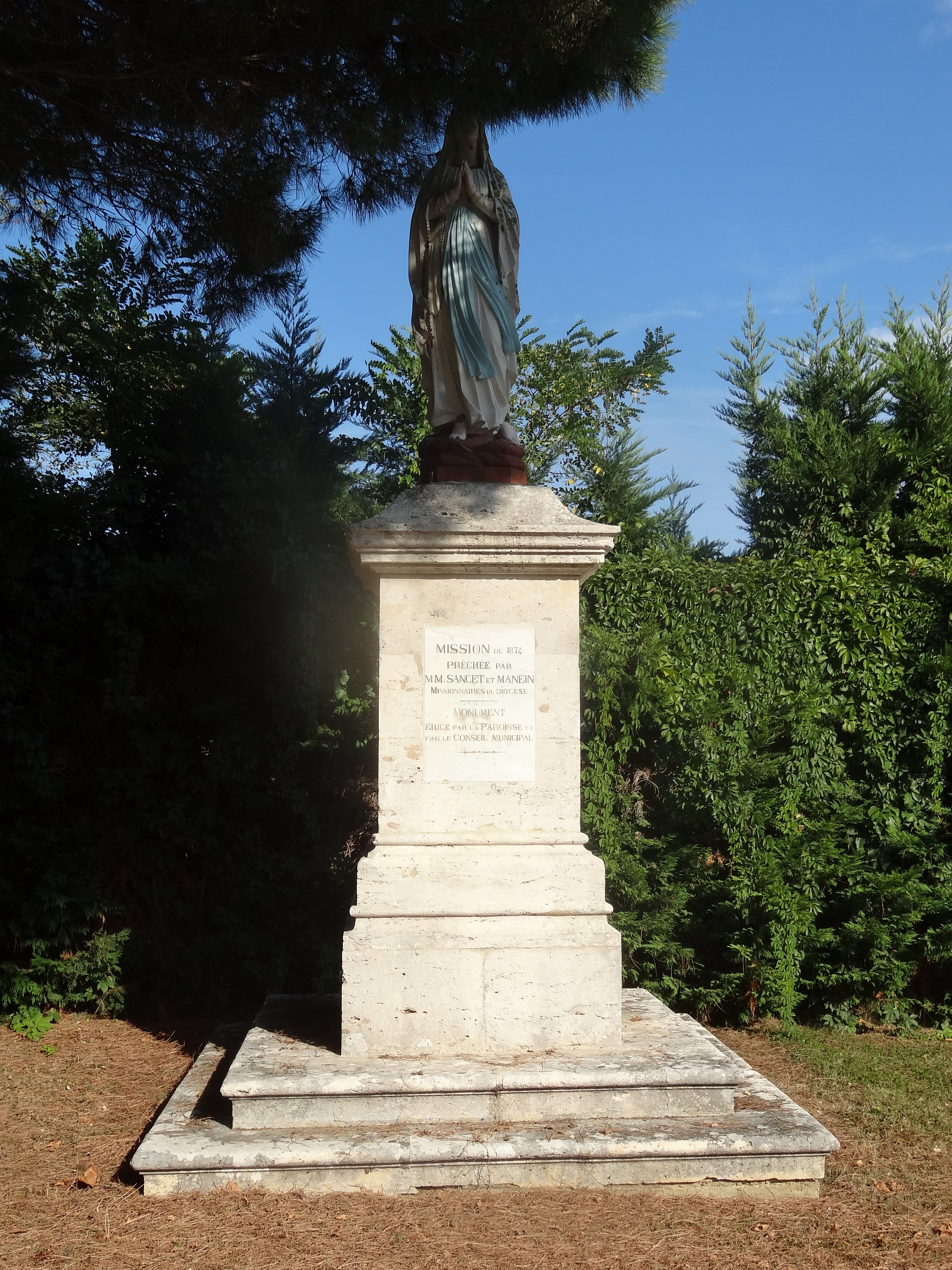
Statue de la Vierge Marie.
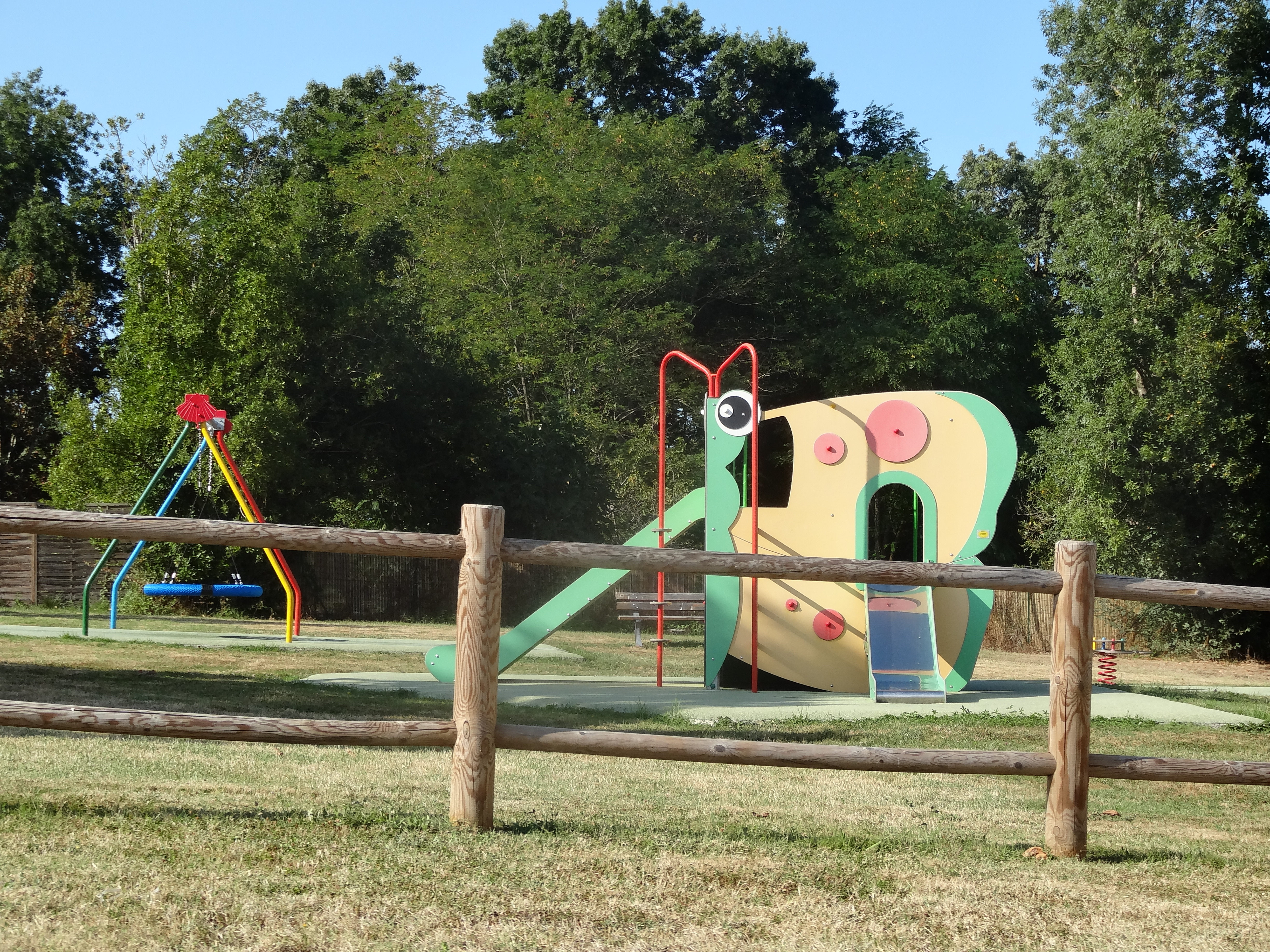
Aire de jeux.
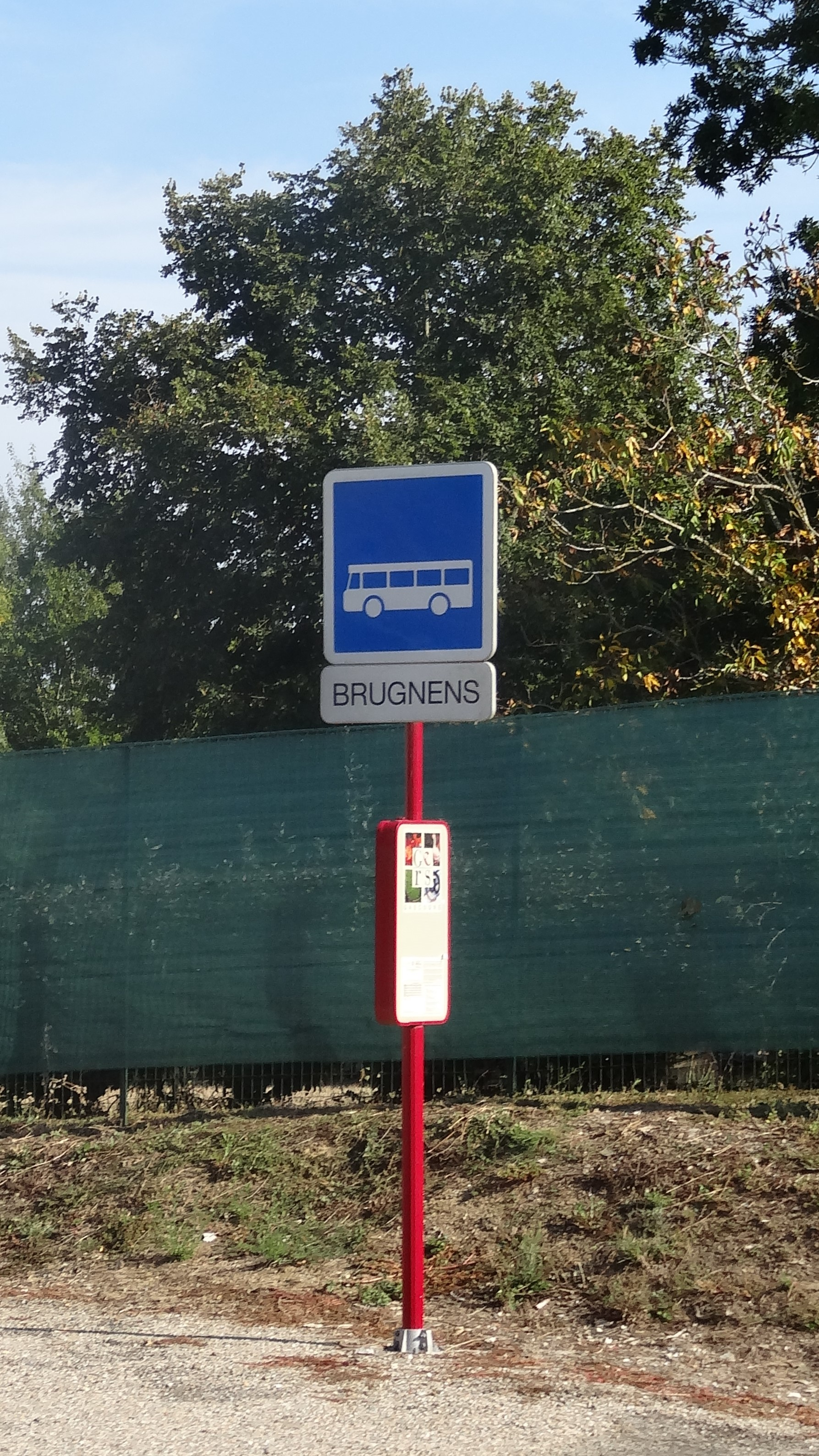
Arrêt de bus.
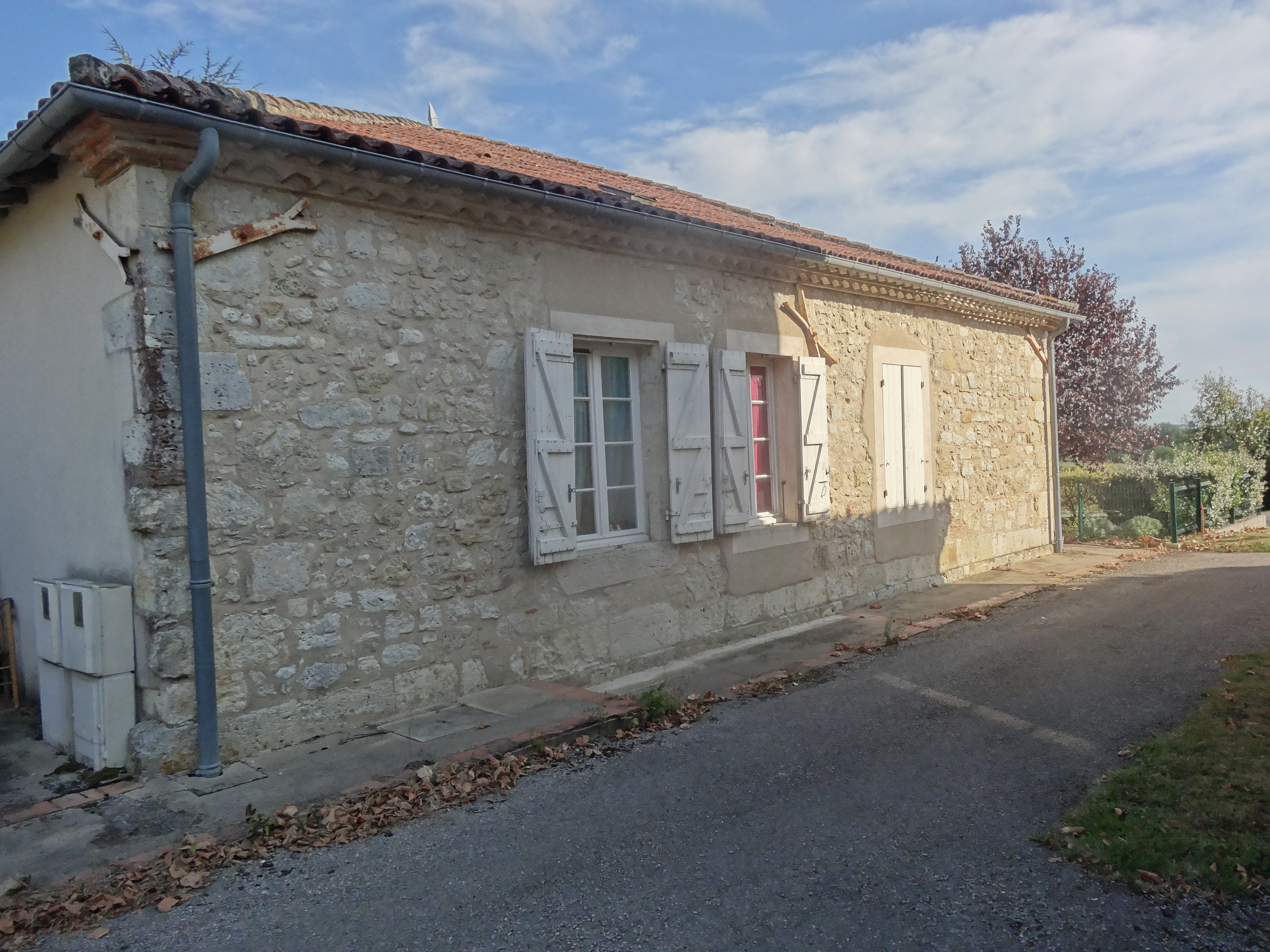
Maison.
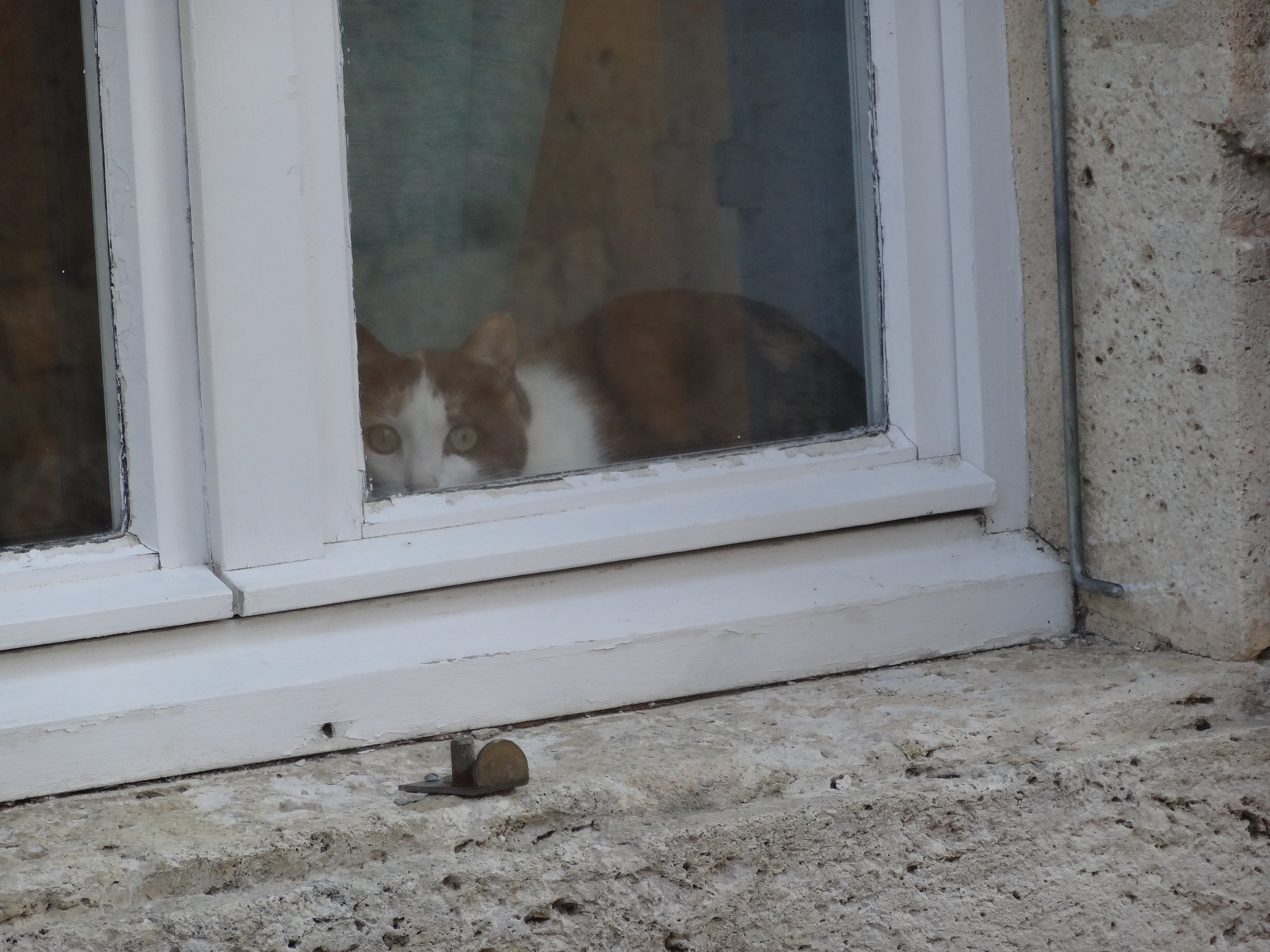
Chat à la fenêtre.